# Witherit
A witherit egy karbonátásvány, a bárium-karbonát rombos kristályrendszerű ásványa. Anglia területén L. Werner fedezte fel Chumberland  Alston Moor  bányájában 1789-ben és William Withering (1741-1799) angol fizikus-ásványgyűjtőről nevezte el. Az ásvány gyenge radioaktivitást mutat. UV fényben világos kékes színben fluoreszkál. Ipari szerepe nem jelentős, a jóval gyakoribb bárium-szulfát (barit) bányászata és feldolgozása lényegesen kedvezőbb. A múlt század elején báriumüveg gyártásnál használták és kerámiamázt készítettek witheritből. 

## Kémiai összetétele
- Bárium (Ba) = 69,6%
- Szén (C) = 6,1%
- Oxigén (O) = 24,3%

## Keletkezése
Másodlagosan, hidrotermásan keletkezik érc telérekben ritka megjelenésben. Jellemzően kishőmérékletű hidrotermás telepek járulékos ásványa.  Gyakran kapcsolódik más karbonátokhoz, így aragonithoz és dolomithoz.
Kísérő ásványok: galenit, barit, stroncianit és kalcit.
Hasonló ásványok: aragonit, cerusszit és a kvarc.

## Előfordulása
Ausztria területén Salzburg és Leogang környékén.  Németországban a Szász-érchegységben Schneeberg vidékén. Csehországban Pribam közelében ismertek előfordulásai. Angliában Chumberland közelében. Bulgária területén  Szófiától északra Kremikovciban vannak előfordulásai. Megtalálható Türkmenisztán területén is. Az Egyesült Államokban Illinois szövetségi állam területén  Hardin County közelében van jelentősebb előfordulás. Kanadában Ontario tartományban vannak lelőhelyek.

### Magyarországi előfordulása
A Bükk hegységben Miskolc-Lillafüreden, a Hámori-tó mellett felfedezett Savós-völgyi hasadékbarlangban kérges formában, hagymaszerűen egymásra rétegzetten és borsóköves alakban találták meg kristályait.